# ناحية تكية
تكية (بالكردية: تەکیەی)‏ هي ناحية في قضاء جمجمال في محافظة السليمانية، جنوب إقليم كردستان العراق، تقع على طريق السليمانية- كركوك، ويوجد بالقرب منها موقع أثري يسمى (دربندي بازيان)، تبعد حوالي 17 كم عن مركز مدينة جمجمال. وتسمى المدينة أيضًا تكية كاكا أمين (بالكردية: تەکیەی کاکەمەند)‏.